# Georg Schönberger (Künstler)
Georg Schönberger (* 17. Januar 1936 in München; † 18. Februar 2017 in Volkmannsdorf, Landkreis Freising) war ein deutscher Künstler.

## Leben
Georg Schönberger wechselte nach zwei Semestern Germanistik und Kunstgeschichte an der Universität München an die Akademie der Bildenden Künste München und studierte ab 1957 bei Franz Nagel; er wurde Meisterschüler und schloss 1963 mit Diplom ab.
Seit 1963 arbeitete Schönberger als freischaffender Künstler. 1968 erhielt er den Kunstpreis der „Freunde der Bildenden Kunst“ in München. Im Jahr 1971 erwarb Schönberger mit seiner Frau Herlinde († 1999), ebenfalls Künstlerin, das alte Schulhaus im oberbayrischen Volkmannsdorf. Von 1978 bis 1982 hatte er einen Lehrauftrag für Freies Gestalten an der Fachhochschule in Rosenheim. 
Zu seinen Arbeiten zählten Aufträge für architekturbezogene Kunst wie Wandmalerei, Bleiglasfenster und Mosaik, sowie für die künstlerische Gesamtgestaltung von Projekten. Schönberger war auch durch jährliche Ausstellungen im eigenen Atelierhaus in Volkmannsdorf bekannt. Auch in Freising, zuletzt 2016 im Alten Gefängnis, zeigte Schönberger immer wieder seine Werke. Schönberger starb im Februar 2017 im Alter von 81 Jahren nach kurzer, schwerer Krankheit.

## Auszeichnungen (Auswahl)
- 1968: Kunstpreis der „Freunde der Bildenden Kunst“ in München[2]